# Ginástica nos Jogos Sul-Americanos de 1978
Eventos de ginástica foram disputados nos Jogos do Cruzeiro do Sul de 1978 em La Paz, Bolívia.

## Resumo de medalhas

### Quadro de medalhas
*   país anfitrião (BOL Bolívia)
| Pos.               | País               | Ouro | Prata | Bronze | Total |
| ------------------ | ------------------ | ---- | ----- | ------ | ----- |
| 1                  | CHI Chile          | 8    | 6     | 3      | 17    |
| 2                  | ARG Argentina      | 6    | 6     | 9      | 21    |
| 3                  | BOL Bolívia        | 0    | 0     | 1      | 1     |
| Total (3 entradas) | Total (3 entradas) | 14   | 12    | 13     | 39    |

### Ginástica artística

#### Masculino
| Evento           | Ouro | Prata                      | Bronze                     |
| ---------------- | --- | -------------------------- | -------------------------- |
| Equipes          | Argentina · Raimundo Blanco · Walter Quintero · Néstor Schettino · Juan Carlos D'Andrea · Miguel Angel Palmeiro | —                          | —                          |
| Individual geral | Hugo Vergara (CHI)                                                                                              | Raimundo Blanco (ARG)      | Walter Quintero (ARG)      |
| Solo             | Juan Carlos D'Andrea (ARG)                                                                                      | Walter Quintero (ARG)      | Enrique González (CHI)     |
| Cavalo com alças | Miguel Angel Palmeiro (ARG)                                                                                     | Raimundo Blanco (ARG)      | Enrique González (CHI)     |
| Argolas          | Raimundo Blanco (ARG)                                                                                           | Néstor Schettino (ARG)     | Alex Ticona (BOL)          |
| Salto            | Néstor Schettino (ARG)                                                                                          | Hugo Vergara (CHI)         | Walter Quintero (ARG)      |
| Barras paralelas | Hugo Vergara (CHI)                                                                                              | Néstor Schettino (ARG)     | Juan Carlos D'Andrea (ARG) |
| Barra fixa       | Hugo Vergara (CHI)                                                                                              | Juan Carlos D'Andrea (ARG) | Raimundo Blanco (ARG)      |

#### Feminino
| Evento              | Ouro                                                                                          | Prata                     | Bronze                                           |
| ------------------- | --------------------------------------------------------------------------------------------- | ------------------------- | ------------------------------------------------ |
| Equipes             | Argentina · Elena Lario · Cecilia Almada · Patricia Miracle · Silvia Moreno · Marisa Grigioni | —                         | —                                                |
| Individual geral    | Maria Luiza Andueza (CHI)                                                                     | Consuelo Sáenz (CHI)      | Elena Lario (ARG)                                |
| Salto               | Maria Luiza Andueza (CHI)                                                                     | Consuelo Sáenz (CHI)      | Marisa Grigioni (ARG)                            |
| Barras assimétricas | Consuelo Sáenz (CHI)                                                                          | Maria Luiza Andueza (CHI) | Elena Lario (ARG)                                |
| Trave               | Maria Luiza Andueza (CHI)                                                                     | Consuelo Sáenz (CHI)      | Elena Lario (ARG)                                |
| Solo                | Consuelo Sáenz (CHI)                                                                          | Maria Luiza Andueza (CHI) | Silvia Moreno (ARG) Isabel Pérez de Castro (CHI) |